# 渡邊智美
渡邊智美（日语：渡辺 智美，1月31日—），日本女性配音員。隸屬於Sigma Seven（2004年起）。出身於福島縣。身高170cm。

## 演出作品

### 電視動畫
2004年
- 名偵探柯南（女性客人）

2006年
- 櫻蘭高校男公關部（倉賀野百華、女僕B、房東、店內廣播、紅薔薇會幹部A、女性、學生的母親）
- 攻殼機動隊 S.A.C. Solid State Society（無線）
- 天保異聞 妖奇士（女孩）
- 怪傑佐羅利（客人）

2007年
- Keroro軍曹（上級生）
- 精靈守護者（店內女性、侍女、惡童大將）
- 甜點兔
- DARKER THAN BLACK -黑之契約者-（山下、EPR部下、EPR隊員）

2008年
- ARIA The ORIGINATION（男孩子A、夫人）
- 甜點兔 巧克拉！
- true tears（黑部朋與）
- xxxHOLiC◆繼（靈能力者D）

2009年
- 甜點兔 呼嚕嚕

2011年
- 白兔玩偶（葬儀屋）

2016年
- 路人超能100（花子）

### OVA
2007年
- ARIA The ORIGINATION（男孩子）
- HELLSING（北春日部老人會會員）

### 電影動畫
2006年
- 地海傳說

2008年
- 空中殺手 The Sky Crawlers（娼婦）

2011年
- 永恆的永遠（敦）

### 遊戲
2003年
- OVER THE MONOCHROME RAINBOW featuring SHOGO HAMADA（日语：OVER THE MONOCHROME RAINBOW featuring SHOGO HAMADA）（同僚）

### 外語配音
※作品依英文名稱及英文原名排序。

#### 電影
- 寡居的一年（Glory）
- 野蠻城市（英语：Jungle 2 Jungle）（Karen Kempster〈Leelee Sobieski 飾演〉）

#### 電視影集
- A Nero Wolfe Mystery（英语：A Nero Wolfe Mystery）
- CSI犯罪現場 (第3、4季)
- CSI犯罪現場：邁阿密 (第2、3季)（Pola）

### 其它
- Megami MAGAZINE MegaTen！（亞莉珊卓·盧森柏格（日语：クレア・フレーベル#クレア以外の登場人物））
- The！世界驚人新聞（日语：ザ!世界仰天ニュース）（日本電視台）旁白
- 麵包超人放送局（Kids Station）旁白
- 大！天才兒童「札式足壘球」（2011年－2012年，NHK教育）旁白

## 來源
1. 1 2 3 4  . Sigma Seven.   [2016-12-20]. （原始内容存档于2021-02-25） （日语）.

## 外部連結
- Sigma Seven公式官網的聲優簡介 （页面存档备份，存于） （日語）